# Лодка на Эпте
«Лодка на Эпте» (фр. En canot sur l'Epte) — картина французского художника-импрессиониста Клода Моне, написанная им в 1890 году. Является частью серии работ, написанных Моне в период с 1887 по 1890 годы с изображением сцен на реке Эпт, протекающей недалеко от его владения в Живерни. Для этой серии картин позировали сёстры Бланш и Сюзанна, их мать Алиса Ошеде стала второй женой Моне. 
Картина находится в Художественном музее Сан-Паулу (Бразилия).